# Triángulo de porcelana

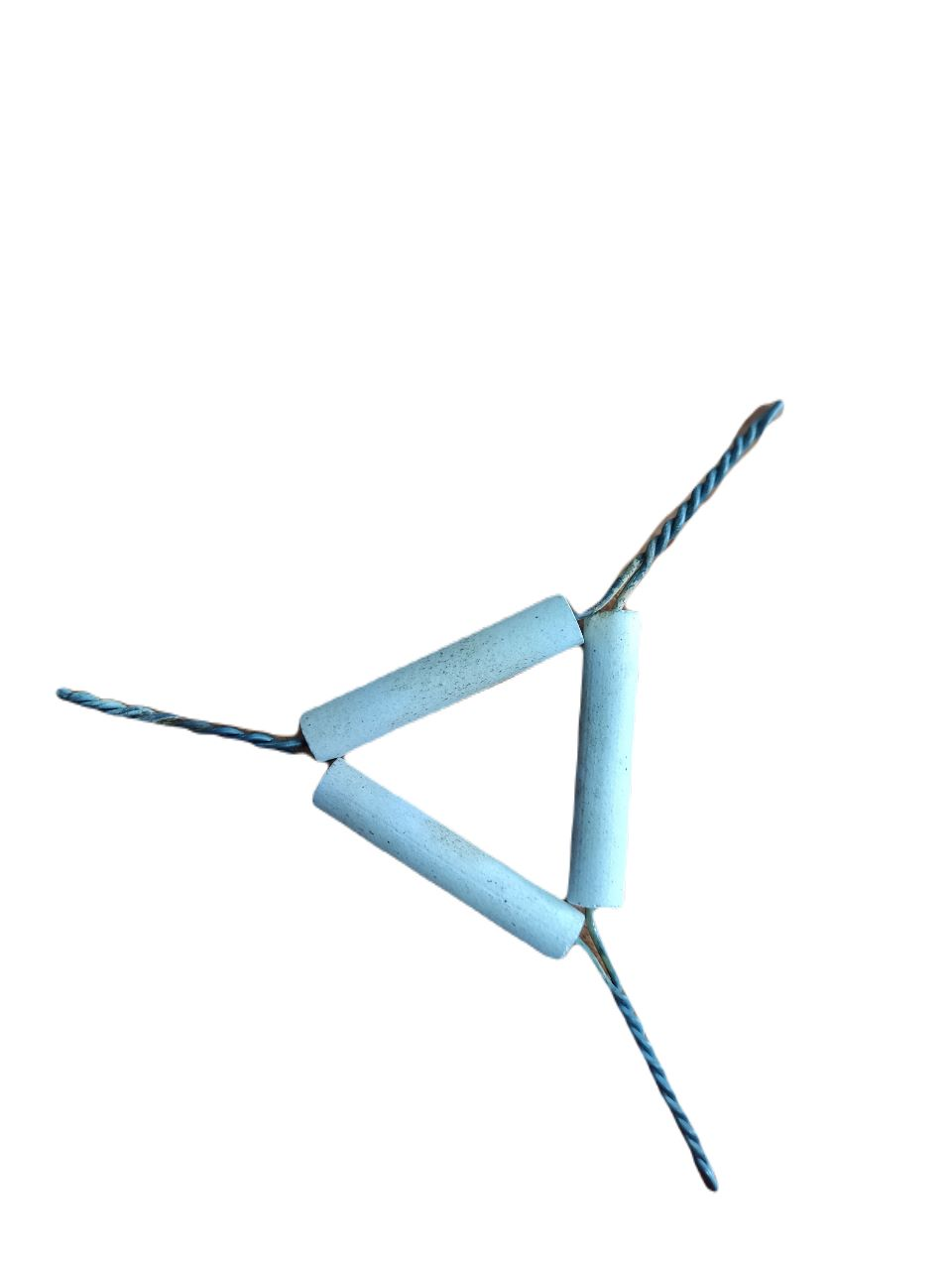
Triángulo de porcelana

El triángulo de porcelana es un instrumento de sujeción y soporte en laboratorios de química, que sirve para contener crisoles cuando éstos están calientes o son sometidos a calentamiento. La pieza consiste en secciones de alambre galvanizado entrelazadas entre sí en forma de un triángulo equilátero, en cuyas esquinas se proyectan vástagos del alambre que sirven de apoyo en un soporte. Cada lado o arista del triángulo contiene un tubo de porcelana, resistente a las altas temperaturas.

## Funciones principales
- Sirve como punto de apoyo para sostener un recipiente elaborado con un recubrimiento igual de porcelana, llamado crisol de laboratorio durante el calentamiento de distintas sustancias, sin necesidad de utilizar el horno.
- Son usados junto con el trípode de laboratorio, para poder hacer análisis químicos, como las determinaciones gravimétricas cuantitativas de masa.
- Es una de las separaciones que existe entre el mechero y el instrumento que se va a someter al calentamiento.

| TRIÁNGULO DE PORCELANA Alambre de acero galvanizado. Con tubos de arcilla | TRIÁNGULO DE PORCELANA Alambre de acero galvanizado. Con tubos de arcilla |
| Longitud tubo de arcilla (mm)                                             | Peso (g)                                                                  |
| ------------------------------------------------------------------------- | ------------------------------------------------------------------------- |
| 40                                                                        | 16                                                                        |
| 50                                                                        | 33                                                                        |
| 60                                                                        | 38                                                                        |
| 100                                                                       | 58                                                                        |